# Ліпови-Мост
Ліпови-Мост (пол. Lipowy Most) — село в Польщі, у гміні Шудзялово Сокульського повіту Підляського воєводства.
Населення — 21 особа (2011).
У 1975-1998 роках село належало до Білостоцького воєводства.

## Демографія
Демографічна структура станом на 31 березня 2011 року:
|          | Загалом | Допрацездатний вік | Працездатний вік | Постпрацездатний вік |
| -------- | ------- | ------------------ | ---------------- | -------------------- |
| Чоловіки | 12      | 0                  | 8                | 4                    |
| Жінки    | 9       | 0                  | 7                | 2                    |
| Разом    | 21      | 0                  | 15               | 6                    |